# Georges Mamelonet
Georges Mamelonet est un homme politique franco-québécois né le 30 novembre 1954 à Casablanca et mort le 11 mars 2015  dans un accident de la route à Sainte-Angèle-de-Mérici, dans le Bas-Saint-Laurent.
Il a été député libéral à l'Assemblée nationale du Québec, représentant la circonscription de Gaspé dans la région Gaspésie–Îles-de-la-Madeleine de 2008 à 2012. Il a été adjoint parlementaire du ministre de l'Agriculture, des Pêcheries et de l'Alimentation.

## Biographie
Il reçoit une formation de mécanicien diesel et vapeur à l'École de la Marine nationale française à Marseille. Immigré au Québec en 1977, il se fixe en Gaspésie l'année suivante.
Dès 1978, il devient technicien sous-marin. En 1983, il devient propriétaire du restaurant La Maison du Pêcheur. Il exerce également des fonctions dans la direction de chantiers de construction navale (1991-1992 et 1994-1995) et est consultant pour la mise en valeur des produits marins (1999-2005).
Au fil du temps, il s’est impliqué dans plusieurs organismes de mise en valeur de la région gaspésienne. Il a été président du Club nautique de Percé, de la Coopérative d’alimentation de Percé, du Musée Le Chafaud et responsable du Créneau d’excellence ACCORD Récréotourisme, un programme d'aide financière à l'industrie touristique pour la région touristique de la Gaspésie.
Il décède happé par un conducteur ivre de 32 ans dans l'est de Rimouski. Georges Mamelonet laisse en deuil sa famille dont sa conjointe France LeBreux.

## Vie politique
Il est maire de Percé de 2003 à 2008. Durant son mandat, il est représentant de la municipalité régionale de comté (MRC) du Rocher-Percé à la Conférence régionale des élus (CRÉ) de la Gaspésie. Il est également vice-préfet de la MRC du Rocher-Percé de 2005 à 2008.
Aux élections provinciales de 2008, il est élu dans la circonscription de Gaspé pour le Parti libéral du Québec. Il est nommé adjoint parlementaire au ministre de l'Agriculture, des Pêcheries et de l'Alimentation. Il est membre de la Commission de l'aménagement du territoire, président délégué de la Section du Québec, Association parlementaire Nouveau-Brunswick-Québec (APNBQ), ainsi que membre de la Commission de l'économie et du travail.
Au cours de 2011 il mène plusieurs dossiers : mesures fiscales pour encourager la transformation des produits de la pêche en Gaspésie, sauvegarde de la viabilité à long terme du réseau ferroviaire gaspésien et embellissement du paysage gaspésien dans une optique touristique.
En janvier 2011, la télévision communautaire de Grande-Rivière aurait projeté de faire visionner au député Georges Mamelonet un extrait vidéo litigieux de la réunion du conseil municipal de Percé, où un citoyen avait des propos virulents à son égard, propos susceptibles de faire l'objet de poursuites. La télévision communautaire, contrainte de respecter son horaire de diffusion habituel et faute de pouvoir rencontrer Georges Mamelonet dans les temps requis, a plutôt choisi de diffuser l'enregistrement de cette assemblée sans l'extrait litigieux. Un reportage de Radio-Canada laissait entendre qu'il s'agissait d'un cas de censure. Or, selon un article du journal Le Havre, lorsque le député Mamelonet a visionné l'extrait plus tard, il a donné son accord à sa diffusion, jugeant qu'il ne portait pas directement atteinte à sa réputation. Par conséquent, la télévision communautaire a diffusé l'intégralité de l'assemblée lors des rediffusions programmées.
Le 21 octobre 2011, Georges Mamelonet dépose à l'Assemblée nationale, conjointement avec d’autres députés, une motion d'excuse pour les personnes expropriées lors de la création du Parc national de Forillon en 1970. Il organise également une réception commémorative en cette occasion.
En décembre 2011, Georges Mamelonet annonce conjointement avec le ministre de l'Agriculture, des Pêcheries et de l'Alimentation, Pierre Corbeil, un investissement de 5,8 millions du MAPAQ pour la restructuration de la flottille de crevettiers du groupe A.
En février 2012, Pêches et Océans Canada dépose des accusations contre Georges Mamelonet. On l'accuse d'avoir effectué la pêche illégale d'oursins. Georges Mamelonet a signifié qu'il avait l'intention de plaider non coupable, considérant qu'il détenait auparavant un permis de pêche et qu'il a pêché de façon transparente et devant témoins pendant plus de dix ans. Le 14 février 2012, il renonce temporairement à ses fonctions d'adjoint parlementaire au ministre de l'Agriculture, des Pêcheries et de l'Alimentation, afin d’éliminer tout imbroglio. Le 12 avril 2012, monsieur Mamelonet fait l'objet d'un reportage à l’émission Enquête à Radio-Canada intitulé Le petit roi de Percé, sur ce sujet.
Le 18 février 2012, il fait l'annonce, en compagnie du ministre de la Santé, Yves Bolduc, d'un projet de rehaussement des installations du Centre de santé et de services sociaux de la Côte-de-Gaspé, ainsi que de l'application d'une taxe spéciale d'un cent sur chaque litre d'essence vendu en Gaspésie et aux îles de la Madeleine, visant à bonifier le financement du transport collectif de ces régions.